# Вырва (приток Вяра)
Вырва — река в Польше и на Украине. Правый приток Вяра (бассейн Вислы).
Длина 32 км, площадь бассейна 188 км². Долина Вырвы преимущественно корытообразная, русло слабоизвилистое. Уклон реки 9,7 м/км. Питание преимущественно дождевое. Характерные паводки со значительным подъемом уровней.
Берёт начало в горах (Восточные Бескиды) на территории Польши, у деревни Юречкова, в 2 километрах от истока Вяра. Течёт преимущественно на северо-восток и (в низовьях) на север. В районе села Мигово река входит на территорию Украины. Протекает через город Добромиль. Северо-восточнее пгт Нижанковичи впадает в Вяр.
Основные притоки: Арламовка (левый), Чижка (правый).
Вырва протекает через такие населённые пункты: Мигово, Княжполь, г. Добромиль, Боневичи, Городиско, Новое Мисто, Комаровичи, Боршевичи, Пацьковичи.
Название от воронка (промоина). Дано за характер течения.